# Михайлов, Вячеслав Саввич
Вячеслав Саввич Михайлов (род. 3 сентября 1945, село Арзгир, Ставропольский край) — заслуженный художник России. Член Союза художников России, член Национальной ассоциации художников Италии «ITALART».

## Биография
В школьные годы ему трижды отказывали в приёме в художественную школу в Ростове-на-Дону «ввиду полного отсутствия дарования», что звучало оскорбительно, но послужило своеобразным вызовом юноше. В 26 лет, отслужив в армии, Михайлов отважился поступать в Ленинградский институт живописи, скульптуры и архитектуры имени Репина в мастерскую профессора Евсея Моисеенко. И риск оказался не напрасным — Вячеслав окончил институт с отличием.
Михайлову посчастливилось найти свой выразительный язык, делающий работы узнаваемыми и вызывающими неподдельный интерес. В его произведениях смысл и символика вызывают не меньший интерес, нежели художественные средства выразительности. Михайлов смело обращается с формой и материалом, не боится экспериментировать и отклоняться от созданной ранее и признанной зрителем манеры. Велик диапазон сюжетов, к которым обращается мастер: в его галерее образов соседствуют библейские мотивы, жанровые сцены, сложные многофигурные композиции.
Человеческое тело Михайлов всегда трактует объёмно, наделяя его особенной пластичностью и гибкостью, и кажется, его больше интересует анатомия, структура плоти, а не внешняя красота и эстетика обнажённого тела. Михайлов работает сериями, продолжительно осмысляя ту или иную тему. Художник признаётся, что для него важна память, ощущение включенности в мир, где есть не только сегодняшний день, но и прошлое. Творчество Михайлова не скандально и не злободневно. Его тяжёлые, залитые левкасом холсты действительно хранят память о прошлом, заставляя людей думать и чувствовать.

## Выставки
- 1986 — Технологический институт, Ленинград, СССР
- 1987 — Редакция журнала «Юность», Москва, СССР
- 1988 — Интернациональный клуб, Ленинград, СССР
- 1990 — Галерея «Дельта», клуб «Маяк», Ленинград, СССР
- 1991 — Галерея РRINCE, Нью-Йорк, США
- 1992 — FINE ART GALLERY, Sallineck, Германия
- 1993 — Галерея ARTE RUSSA, Пьяченца, Италия
- 1993 — Музей искусств, Екатеринбург, Россия
- 1995 — Государственный Русский музей, Санкт-Петербург, Россия
- 1996 — NEUE GALERIE, Гамбург, Германия
- 1996 — «FREIE KUNST» IN ST MICHAELIS, Гамбург, Германия
- 1997 — «Петербургские художники», Культурный центр, Сан-Бенедетто дель Тронто, Италия
- 1998 — Галерея HUUSSTEGE, Хертогенбос, Голландия
- 1998 — «KUNST MACHT WIND», Тиммендорф, Германия
- 1999 — Галерея FORUM, Гамбург, Германия
- 1999 — Институт искусств Чунцин, Китай
- 2000 — «ACHT RING DER KUNSTFREUNDE», Galerie POOL, Гамбург, Германия
- 2001 — ATELIER ANGELIKA BLEICKER-SCHAFER, Гамбург, Германия
- 2002 — «15 wurzer Sommerkonzerte 2002» Historischen Pfarrhof Вюрц, Германия
- 2002 — «Флорентийские этюды», Галерея «Северная столица», Санкт-Петербург, Россия
- 2005 — «Architetture di colore», Design Art’s gallery, Болонья, Италия
- 2005 — Международный фестиваль современного искусства. Выставка авангардного искусства «Авангард». Картинная галерея. Магнитогорск, Россия
- 2007 — Петербургское искусство XX века. Коллекция современного искусства Центрального выставочного зала «Манеж», Санкт-Петербург, Россия
- 2007 — Путешествие «Чёрного квадрата». Государственный Русский музей, Санкт-Петербург, Россия
- 2004—2009 — «Петербург» Центральный выставочный зал «Манеж» Санкт-Петербург, Россия
- 2008 — «21. Würzer Sommerkonzerte 2008» im Historischen Pfarrhof, Вюрц, Германия
- 2009 — Выставка «Parallel Worlds», International Art Forum, Салоники, Греция
- 2009 — Выставка «The First Russian Art Fair», The Jumeirah Carlton Tower, Лондон, Великобритания
- 2009 — Выставка «Искусство про искусство», Государственный Русский музей, Санкт-Петербург, Россия

### Персональные выставки
- 2005 — Центр искусств, Влиссинген, Нидерланды
- 2005 — Галерея Винкевеен, Нидерланды
- 2005 — Презентация альбома «Вячеслав Михайлов» к 60-летию со дня рождения. Музей городской скульптуры. Санкт-Петербург, Россия
- 2007 — «Вячеслав Михайлов. Архитектура». Музей архитектуры им. А. В. Щусева, Москва, Россия
- 2008 — Галерея «International Art. Inc», Хьюстон, США
- 2008 — «Помпеи», «Art re.Flex Gallery», Санкт-Петербург, Россия
- 2009 — "Vyacheslav Mikhailov. One man show: «Architecture», Pushkin House, Лондон, Великобритания
- 2012 — ВЯЧЕСЛАВ МИХАЙЛОВ. Государственный Русский музей, Санкт-Петербург
- 2015 — ВЯЧЕСЛАВ МИХАЙЛОВ. «РЕТРОСПЕКТИВА». ЖИВОПИСЬ, ГРАФИКА. Государственный Русский музей, Санкт-Петербург
- 2022 — «Вячеслав Михайлов. Живопись», СПбГУ, выставочный зал Здания 12 коллегий, МСИ им. С.П.Дягилева СПбГУ, Санкт-Петербург, Россия

## Работы находятся в собраниях
- Государственная Третьяковская галерея, Москва, Россия
- Государственный Русский музей, Санкт-Петербург, Россия
- Музей современного искусства Эрарта, Санкт-Петербург, Россия
- Музей современного искусства, Москва, Россия
- Музей Академии художеств, Санкт-Петербург, Россия
- Музей современных искусств им.С.П.Дягилева СПбГУ, Санкт-Петербург, Россия
- Музей нонконформистского искусства, Санкт-Петербург, Россия
- Музей изобразительных искусств, Екатеринбург, Россия
- Музей изобразительных искусств Республики Татарстан. Казань, Республика Татарстан
- Музей русского искусства, Киев, Украина
- Музей Людвига, Кёльн, Германия
- Jane Voorhees Zimmerli Art Museum at Rutgers University, New Jersey, USA
- Государственный музей интернационального искусства, Пекин, Китай
- Музей Искусств, Тампере, Финляндия
- Государственный художественный музей «Кадриорг», Таллин, Эстония

Частные собрания в России, Франции, Германии, США, Италии, Финляндии, Швеции, Норвегии, Голландии, Швейцарии, Дании, Израиля, Японии, Ирака, Бельгии:
- Частное собрание KorArt (англ.)

## Дополнительная информация
Художник о своем творчестве:

— Специфика моих работ — поверхность. Бывает, что без поверхности картина совсем не воспринимается. Мне не нравится, когда видна работа художника. Но если это концептуально, как, например, у Клода Моне, то движение кисти оправдано. А я всегда хотел, чтобы не понятен был путь делания картин, чтобы не было ощущения краски, а была поверхность, возникающая сама по себе, как в природе: кора дерева, лист.
Меня привлекает мистерия самой живописи, формы. Художник должен вторгаться в мир, как Бог, творить собственную форму, но не задирать при этом нос. Соревноваться с Богом — неверный путь. Я называю Богом солнце, холмы, реки, деревья… Когда смотришь цветок или жука, то видишь, что ничего не стоишь. И тебе к этому не приблизиться, не сделать такого, настолько форма сложная.
Художник не должен ничему себя противопоставлять. Он должен быть органичен. Органика — единственное точное ощущение, которое не позволит тебе соврать. Органика, как дар любви, — божественный дар. Не все им наделены.

В 2015 г. эмблемой международной конференции «Актуальные проблемы теории и истории искусства»  была выбрана картина  В. Михайлова «Тондо. Пьяцца ди Спанья» (2002).